# Matt (plaats)
Matt is een plaats en voormalige gemeente in het Zwitserse kanton Glarus, en maakt sinds 1 januari 2011 deel uit van de gemeente Glarus Süd.
In het wapen van de voormalige gemeente zijn de zogenaamde Schybenfleuge afgebeeld. Het gebruik om tijdens carnaval gloeiende houtblokken rond te slingeren heeft doorgang gevonden in het wapen van de gemeente.
De gemeente lag in het dal van de rivier de Sernf, Sernfdal, een zijrivier van de rivier de Linth. Matt was de middelste van de drie gemeentes in het dal. Het gebied bestaat uit steile, beboste berghellingen en hooggelegen bergweiden. Bergtoppen zijn bijvoorbeeld de Spitzmeilen met 2501 meter hoogte en het hoogste punt de Foostock met 2610 meter.

## Economie
De landbouw is tot op de dag van vandaag erg belangrijk en vormt een van de belangrijkste bronnen van inkomsten.

## Geschiedenis
Matt werd voor het eerst in het jaar 1273 genoemd, alhoewel het toen met de naam Mattun werd aangeduid. De plaatsnaam is afgeleid van de oorspronkelijke betekenis van weide. De eerste kapel werd tussen 1261 en 1273 gebouwd. In 1273 werd deze kapel tot kerk gepromoveerd. De huidige kerk werd gebouwd in het jaar 1497 en is de oudste, bewaard gebleven kerk in het kanton Glarus. In de kerk bevindt zich een laat gotisch plafond. Tijdens de reformatie in 1528 vormden Matt en Engi een gezamenlijke kerkgemeente. Door misoogsten en overbevolking verlieten veel mensen in het midden van de 19e eeuw de gemeente.